# 维也纳条约法公约
维也纳条约法公约（英文簡稱VCLT）是有關國際條約的國際法條約，於1969年5月22日通過，1969年5月23日開放供國家簽署。該公約在1980年1月27日生效。截至2010年11月，已有111個國家批准維也納條約法公約，還沒有批准的國家仍可能承認它具有約束力，因它已成為國際間的習慣法。

## 歷史
維也納條約法公約由聯合國的國際法委員會於1949年開始起草。在二十多年的準備中，國際法委員會的特別報告員曾起草了幾個草案版本和評注詹姆斯·布賴爾利、赫希·勞特帕赫特、杰拉爾德·菲茨莫里斯和漢弗萊·沃爾多克四人為特別報告員。 1966年，國際法委員會通過了75個草議的條款，成為完稿的基礎。在1968年和1969年的兩次會議，維也納會議完成了公約，該公約於1969年5月22日通過，並於翌日開放供簽署。

## 內容和影響
該公約將幾個當代國際法的基石編成法典。它將條約定義為「國家間所締結而以國際法為準之國際書面協定」，又訂明「每一國家皆有締結條約之能力」。該公約已被公認為有關條約的形成和影響的權威指南。大多數國家，無論有否加入公約，均以它為「各條約的條約」。

## 範圍
它僅適用於國與國之間締結的條約，不包括國家和國際組織之間的協議，或國際組織之間的協議；不過，這並不影響VCLT所載任何規則之依照國際法而毋須基於VCLT原應適用於此類協定者，對於此類協定之適用。它也適用於一個政府間組織內的國與國之間的條約。至於國家和國際組織之間，或國際組織之間的協定，則受1986年《关于国家和国际组织间或国际组织相互间条约法的维也纳公约》約束。此外，對於國家和國際組織之間的條約，VCLT的條款仍適用於相關國家之間的關係。另外，VCLT並不適用於非書面的國際協定。

## 加入的國家

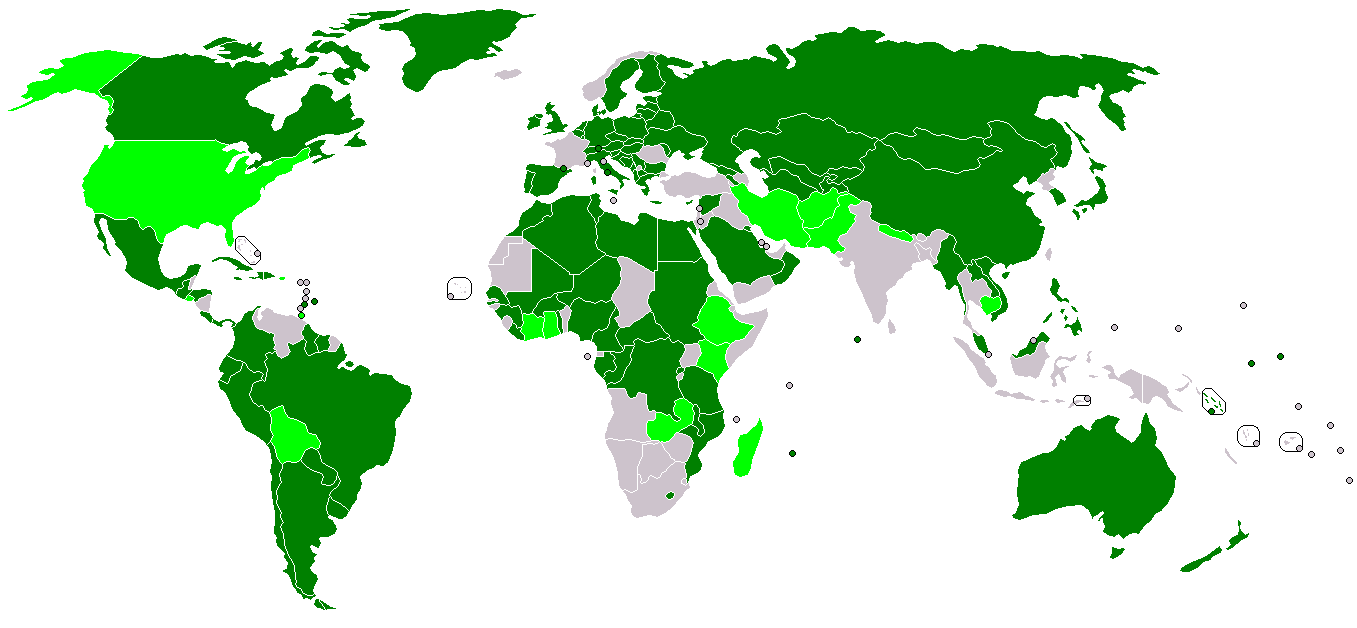
已批准公約的國家
已簽署但未批准的國家

截至2010年，已有111個國家加入並批准公約。已簽署但未批准的國家包括：阿富汗、玻利維亞、柬埔寨、薩爾瓦多、埃塞俄比亞、加納、伊朗、象牙海岸、肯尼亞、馬達加斯加、尼泊爾、巴基斯坦、特立尼達和多巴哥、美國、贊比亞。

## 維也納方式
國際條約和國際公約包含規則規定哪些實體可以簽署、批准或加入。有些條約只限於聯合國的成員國家，或國際法院規約當事國。在極少數情況下，才會明確列出可加入條約或公約的實體。更常見的，最初簽署該條約的國家的目的是不局限於特定國家參與，所以一般會使用如「此條約開放予願意接受其規定的國家簽署」，即所謂的「所有國家方式」（All States formula）。
當一個條約是開放予“國家”，對於條約的存放者，這是很難或無法確定哪些實體是國家。如果該條約僅讓聯合國會員國或國際法院規約當事國加入，則沒有含糊之處。但是，若條約沒有作出如此界定，欲加入條約的國家可能出於政治因素被安理會常任理事國反對或本身未有申請，因而還未加入聯合國或國際法院規約，這便可能出現難以確定其國家身份的困難。由於這種困難不會出現於任何專門機關的成員（因這些機構沒有“否決權”的安排），加入這些機構的成員國在本質上已被承認為國際社會的一份子。因此，同時為了盡可能接受廣泛的參與，一些公約規定開放予任何專門機關的成員加入。維也納條約法公約也採用類似條款，故這類加入條款在後來被稱為 “維也納方式”（Vienna formula），其措詞亦被各種條約、公約和組織所採納。
本公約應聽由聯合國或任何專門機關或國際原子能總署之全體會員國或國際法院規約當事國、及經聯合國大會邀請成為本公約當事國之任何其他國家簽署，其辦法如下：至一九六九年十一月三十日止，在奧地利共和國聯邦外交部簽署，其後至一九七〇年四月三十日止，在紐約聯合國會所簽署。
 — 1969年《维也纳条约法公约》， 第八十一條  簽署

## 參閱
- 維也納外交關係公約
- 維也納領事關係公約
- 關於國家在條約方面的繼承的維也納公約